# Тео Волкот
Тео Џејмс Волкот (енгл. Theo James Walcott; Лондон, 16. март 1989) бивши је енглески фудбалер који је играо на позицији крилног нападача.
Фудбалску каријеру започео је у Саутхемптону где је прво играо у млађим селекцијама, а потом и у првом тиму од 2005. године за који је одиграо 21 утакмицу и постигао 4 гола, након чега 2006. године прелази у Арсенал за 5 милиона енглеских фунти. У Арсеналу највећи део своје каријере играо је на позицији десног крила, али је од 2012. почео да игра и на позицији центарфора, због чега је у сезони 2012/2013 био најбољи стрелац Арсенала.
30. маја 2006. године Волкот је дебитовао за фудбалску репрезентацију Енглеске и постао најмлађи играч који је у историји наступао за ову репрезентацију стар 17 година и 75 дана. 6. септембра 2008. је био први пут у стартних 11 на званичној утакмици у квалификацијама за Светско првенство против репрезентације Андоре, а 10. септембра 2008. је постигао 3 гола против репрезентације Хрватске, и тако поред тога што су то његови први голови за репрезентацију, Тео Волкот је још једном ушао у историју као најмлађи играч репрезентације Енглеске који је постигао хет-трик.

## Биографија
Тео Волкот је рођен у Лондону, отац му је тамнопути Британац Јамајчанског порекла, а мајка Енглескиња. Као мали је био симпатизер Ливерпула, јер је и његов отац био навијач Ливерпула. Радио је као сакупљач лопти на утакмицама Челсија, и том приликом је упознао доста својих идола из Ливерпула:

"Играо сам за ФК Свиндон Таун када су Саутхемптон и Челси показали заинтересованост за мене. Из Челсија су ме позвали да будем сакупљач лопти на утакмици против Ливерпула и то је било фантастично јер сам упознао моје омиљене фудбалере Мајкл Овена и Роби Фаулера. Навијао сам за Ливерпул, наравно јер је и мој отац навијао за њих. Нажалост нисам још био рођен када је Ливерпул имао своје златне године, али свакако ми је било уживање гледати Мајкл Овена, Робија Фаулера и Стива Макманамана док сам одрастао. Када је Ливерпул освојио Лигу шампиона прошле године, полудео сам од среће, толико сам се драо да сам пробудио цео комшилук у селу ком сам тада живео!".

## Клупска каријера

### Рана каријера
Волкот је рођен у Лондонском насељу Станмор, али је одрастао у селу Камптон у Беркширу. У Камптону је ишао у основну и средњу школу, и ту је играо за локални сеоски фудбалски клуб, док није постао члан Њуберија. Док је играо за Њубери, Волкот је постигао преко 100 голова у само једној сезони, колико се и задржао у овом клубу, који потом напушта и прелази у Свиндон Таун.. Ту проводи само шест месеци и након тога напушта клуб да би прешао у Саутхемптон, пре ког је одбио прилику да постане члан Челсија. Најки је прихватио спонзорски уговор са Волкотом кад је имао 14 година.

### Саутхемптон
Сезоне 2004/2005 Волкот је играо за млађу селекцију која је стигла до финала ФА купа за младе против екипе Ипсвича.. Након тога је играо у тиму резерви, и тако постао најмлађи играч који је играо за тим резерви Саутхемптона са 15 година и 175 дана, када је ушао у игру са клупе против Вотфорда септембра 2004.. Ипак није играо у Премијер лиги пошто је Саутхемптон те сезоне био у Чемпионшипу.
Пре почетка сезоне 2005/2006 Тео Волкот одлази са првим тимом Саутхемптона на припреме у Шкотску. Волкот поново улази у историју као најмлађи играч који је играо за први тим Саутхемптона када је ушао као измена на утакмици у Чемпионшипу против Вулвза која је одиграна резултатом 0-0.
Волкот игра своју прву утакмицу у стартних 11 на гостовању против Лидса 18. октобра 2005. и постиже свој први поготак за први тим Саутхемптона. Само четири дана након тога Волкот поново постиже гол на гостовању против Милвола, и након тога у истој недељи поново постиже гол против Стоука када је одиграо први меч као стартер на домаћем терену. Сјајна игра му је дигла популарност и Волкот је био номинован за једног од тројице финалиста за награду Би-Би-Си-јевог младог спортисте године 2005.

### Арсенал

#### Сезона 2005/2006
Волкотов трансфер у Арсенал извршен је 20. јануара 2006, у минималној вредности од 5 милиона енглеских фунти, са могућношћу раста вредности на 12 милиона у зависности од броја одиграних утакмица за клуб и репрезентацију.. Целокупан износ је плаћан у деловима, 5 милиона за прелазак, до 5 милиона за утакмице одигране у клубу и до 2 милиона за утакмице одигране за репрезентацију - што је на крају изашло 9 милиона фунти компромисним договором обављеним 31. марта 2008. године. Такође је склопио и споразумни предуговор да потпише професионални уговор на свој 17-ти рођендан 16. марта 2006. године

#### Сезона 2006/2007
Волкот је одиграо свој први деби у Премијер лиги 19. августа 2006. године, првог дана сезоне 2006/2007, ушавши у игру као измена у утакмици против Астон Виле и био асистент у голу Жилберта Силве.
У Лиги шампиона дебитовао је у другој утакмици трећег кола квалификација против екипе Динамо Загреба,
, где је поставио рекорд као тада најмлађи играч који је играо у Европским такмичењима за Арсенал, рекорд је пре њега држао Сеск Фабрегас, а касније нови рекорд поставља Џек Вилшер. На овој утакмици Волкот је добио свој први жути картон, због шутирања лопте ка голу неколико секунди након што је судија свирао за прекид игре због офсајда. У зауставном времену Волкот опет асистира сјајним центаршутом за гол Матјеа Фламинија, и тако је имао две рекордне асистенцију у две утакмице у којима је ушао у игру са клупе. У стартних 11 се нашао први пут у лигашкој утакмици код куће против Вотфорда 14. октобара 2006. године. Волкотови подвизи са Арсеналом и репрезентацијом Енглеске му доносе Би-Би-Си-јеву награду за младог спротисту године која му је додељена крајем 2006. године.
Волкот свој први гол за Арсенал постиже у финалу Лига купа против Челсија на стадиону Миленијум у Кардифу 25. фебруара 2007. године, али његов гол у дванаестом минуту није био довољан да његова екипа победи, пошто је Дидје Дрогба постигао два гола и тако поставио коначан резултат за победу Челсија 2-1. Ова утакмица је остала запамћена и по масовној тучу, након чега су три играча искључена из игре због црвених картона. Волкот је на овој утакмици имао проблем због повреде рамена, тако да како је Арсен Венгер рекао Волкот је играо само са 50% свог квалитета.

#### Сезона 2007/2008
Волкот своје прве поготке на домаћем терену у сезони 2007/2008 постиже у Лиги шампиона на утакмици против Славије из Прага, где је Арсенал победио 7-0, Волкот је такође асистрао за гол Сеска Фабрегаса. Волкот постиже своја прва два гола у Премијер лиги на гостовању против Бирмингема 23. фебруара 2008, за резултат 2-2. Сезону завршава са укупно 7 голова, од којих је 4 постигао у Премијер лиги.. У четвртини финала Лиге шампиона против Ливерпула 8. априла, Волкот је био запамћен по сјајном претрчавању са своје половине терена до противничког гола предриблавши четворицу противничких играча, да би на крају асистирао Емануелу Адебајору за изједначујући гол у последњим минутима, ипак тај меч Арсенал је на крају изгубио 4-2. Нешто касније, у тој сезони тренер Арсенала Арсен Венгер је рекао да Волкот коначно прелази из дреса дечака у дрес човека и да ће ускоро постати ноћна мора противника.

#### Сезона 2008/2009
Због многих поређења Волкотовог начина игре са бившим саиграчем Тијеријем Анријем, Волкот је добио број дреса 14, који је пре њега носио Тијери Анри.. Током сезоне 2008/2009 Волкот се изборио за то да буде стандардан у првих 11, играјући много утакмица на позицијама десног крила и десног крилног нападача. У септембру 2008. Арсен Венгер је потврдио да су Тотенхем, Челси и Ливерпул били заинтересовани за довођење Волкота док је имао 16 година.. У Суботу 18. октобра 2008. Волкот је постигао први гол у сезони против Евертона, постигавши трећи и последњи гол на утакмици у којој је победио Арсенал са 3-1. Три дана касније Волкот постиже још један гол у Лиги шампиона на гостовању против Фенербахчеа где је Арсенал победио са 5-2.
Дана 18. новембра 2008, Волкот је повредио раме на тренингу са репрезентацијом пред меч са Немачком. Његов потпуни опоравак трајао је до Априла 2009, када је постигао изједначујући гол против Вигана, пре почетка другог кола Лиге шампиона против Виљареала, где постиже гол у десетом минуту асистенцијом Сеска Фабрегаса тако што је лобовао голмана. Арсенал је победио укупним резултатом 4-1.
Следећу утакмицу је одиграо у ФА купу против екипе Челсија, Волкот је у првом полувремену постигао гол и довео Арсенал у водство, али на крају побеђује Челси резултатом 2-1. Три дана касније, Волкот улази у игру са клупе на утакмици против Ливерпула и сјајно претрчава целу половину противничког терена да би на крају асистирао за гол Андреју Аршавину у 91. минуту за водство од 4-3, ипак утакмица је на крају завршена резултатом 4-4. У мају 2009. Волкот је потписао нови уговор са Арсеналом.

#### Сезона 2009/2010
Волкотову сезону 2009/2010 су пореметиле бројне повреде, од повреде рамена, леђа и колена до проблема са тетивом, што га је ограничило да одигра само 15 утакмица као стартер у Арсеналу. Волкот није одиграо на утакмици целих 90 минута све до 9. децембра 2009. године. 6. Марта 2010. године Волкот постиже свој други гол у сезони на утакмици против Барнлија за победу Арсенала од 3-1, прелепим голом са ивице шеснаестерца.
Волкот постиже своја прва два гола у сезони у Лиги шампиона, на утакмици против Барселоне 31. марта 2010. у првом колу четвртине финала. Након меча је рекао: "Ако погледате мало боље, имали су много већи посед лопте, тако да је резултат 2-2 сасвим океј. . Волкот је био кључни играч на овој утакмици за извлачење нерешеног резултата. Тренер Арсен Венгер после много размишљања одлучио се да Волкота стави у стартних 11 и на утакмици другог кола против Барселоне, где Волкот није постигао ни један гол, али ипак је био асистент за гол Никласа Бентнера који је довео Арсенал у водство, ипак Арсенал је на крају поражен резултатом 4-1.

#### Сезона 2010/2011
Волкот је сезону 2010/2011 почео веома успешно, добивши признање за играча месеца у Премијер лиги одлуком велике већине. 21. августа 2010. године, Волкот је постигао свој први хет-трик у клупској каријери у мечу против Блекпула где је Арсенал победио убедљиво резултатом 6-0 на домаћем терену, на самом почетку сезоне 2010/2011. 27. децембра 2010. године, постигао је го и био асистент у веома бажној победи против екипе Челсија.
Дана 21. фебруара 2011. године, на утакмици против Стоук ситија Волкот је угануо ногу и тако повредио чланак. Што га је онемогућило да игра финале Лига купа и друго коло кнокаут фазе Лиге шампиона против Барселоне. Последњег дана у сезони 2010/2011 Волкот је ушао у игру са клупе и постигао изједначујући гол на гостовању против екипе Фулама. Сезону је завршио са до тада највећим бројем голова у каријери по сезони, постигавши 13 голова од којих су 9 у Премијер лиги.

#### Сезона 2011/2012
Дана 16. августа 2011. Волкот постиже свој први гол у сезони у првом колу квалификација за Лигу шампиона против Удинезеа доневши Арсеналу победу од 1-0. У другом колу квалификација Волкот постиже поново, док је екипа Удинезеа прво била у водству за резултат 2-1, и укупан резултат на обе утакмице 3-1 што је обезбедило Арсеналу да се квалификује у групну фазу овог такмичења 14-ти пут узастопно. Волкот свој први гол у лиги постиже против екипе Манчестер јунајтеда као утешни гол пошто је Арсенал исгубио убедљиво резултатом 8-2.
Волкот постиже свој први гол у 2012. години на утакмици против Свонзија где је Арсенал поражен резултатом 3-2, постигавши прелеп гол лобовањем противничког голмана Мишела Ворма. 4. фебруара 2012. Волкот је асистирао за 3 гола у победи против Блекбурн роверса од 7-1, асистирајућу Робин ван Персију за 2 гола и Алекс Окслејд-Чемберлену за још један гол. 26. фебруара Волкот постиже два гла у другом полу времену за потпуни преокрет на Лондонском дербију против екипе Тотенхема, резултат на полувремену је био 2-0 за Тотенхем, да би Арсенал у другом полувремену преокренуо на убедљивих 5-2. 24. Марта Волкот поново постиже два гола за Арсенал у победи од 3-0 против екипе Астон Виле. У утакмици против Челсија 21. априла Волкот је задобио повреду, што га је онемогућило да игра до краја сезоне. Волкот је у последњој утакмици у сезони ушао у игру као измена против екипе Вест Бромвича где је Арсенал тријумфовао са резултатом 3-2.

#### Сезона 2012/2013
Дана 15. септембра 2012. године Волкот улази у игру као замена за Жервиња и постигао свој први гол у сезони против свог бившег клуба Саутхемптона за убедљиву победу Арсенала од 6-1. 26. септембра, постигао је два гола у победи против Ковентри ситија на утакмици Лига купа за резултат 6-1. 7. октобра 2012. Волкот постиже и свој четврти гол у сезони на гостовању против екипе Вест Бромвича за победу Арсенала од 3-1. 30. октобра 2012. Волкот постиже невероватна четири гола у утакмици Лига купа против екипе Рединга за невероватан преокрет, екипа Арсенала је губила резултатом 4-0, Волкот свој први гол постиже у зауставном времену првог полувремена, други и трећи у другом, а четврти у зауставном времену другог полувремена и тако Арсенал долази до резултата 4-4, да би потом у продужетку славили са 7-5, Волкот је на овој утакмици својим хет-триком показао да може да игра на позицији нападача.
Дана 6. новембра 2012. почиње константно постизање голова у утакмици Лиге шампиона против екипе Шалкеа за резултат 2-2. 17. новембра Волкот постиже гол против екипе Тотенхема за убедљиву победу од 5-2, то му је била пета узастопна утакмица на којој Волкот постиже гол. 29. децембра Волкот је постављен као једини нападач у екипи Арсенала и постиже свој први хет-трик у сезони у Премијер лиги као и две асистенције за убедљиву победу Арсенала од 7-3 против екипе Њукасла.
Дана 18. јануара 2013. Волкот потписује нови уговор са Арсеналом на три и по године. Два дана касније, Волкот постиже гол против екипе Челсија где је Арсенал поражен резултатом 2-1. То је била утакмица на којој је Волкот поново започео серију од четири утакмице на којима постиже гол, следећи гол постиже на утакмици против Вест Хема 23. јануара за победу од 5-1, потом на утакмици ФА купа против екипе Бригтона за победу од 3-2 и против Ливерпула за реми 2-2. Потом постиже гол већ у другом минуту против екипе Манчестер ситија за резултат 1-1. А затим и његов двадесети гол у сезони против екипе Квинс парк ренџерса који је постигао у двадесетој секунди, за победу Арсенала од 1-0, ово је био најбржи гол у Премијер лиги те сезоне. Волкот завршава сезону са 21 голом и 16 асистенција, од којих су 14 голова и 12 асистенција постигнута у Премијер лиги на 32 утакмице, сезону је завршио као најбољи стрелац Арсенала у сезони.

#### Сезона 2013/2014
Волкот сезону 2013/2014 започиње у доброј форми,